# ووکسل‌جت
ووکسل‌جت (انگلیسی: Voxeljet) شرکت فناوری اطلاعات آلمانی است، که در سال ۱۹۹۹ تأسیس شد.